# Connah’s Quay Nomads F.C.
Connah’s Quay Nomads F.C. (wal. Clwb Pêl-droed Nomadiaid Cei Connah) – walijski klub piłkarski z siedzibą w mieście Connah’s Quay.

## Historia
Chronologia nazw:
- 1890–191?: Connah’s Quay F.C.
- 1920–1930: Connah’s Quay & Shotton F.C.
- 1946–1952: Connah’s Quay Juniors F.C.
- 1952–2008: Connah’s Quay Nomads F.C.
- 2008–2010: Gap Connah’s Quay F.C.
- od 2010: Connah’s Quay Nomads F.C.

Klub został założony w 1890 roku jako Connah’s Quay F.C.. Początkowo grał
na boisku w Golftyn na końcu miasta do obecnego stadionu. Klub dotarł do finału Pucharu Walii w 1908 i 1911, ale został wkrótce rozwiązany. W 1920 roku klub został odrodzony jako Connah’s Quay & Shotton F.C., wynajął teren na tyłach Halfway House Hotel i w 1922 roku zespół debiutował w Welsh National League (North). W 1928 roku klub przeniósł się na Dee Park w Shotton, a w 1929 roku zarówno wygrał mistrzostwo Welsh National League (North) oraz prestiżowy Puchar Walii. W finale pokonał pierwszoligową drużynę Cardiff City 3:0. Sześć miesięcy później klub przez długi ogłosił upadłość.
Utworzony w lipcu 1946 jako Connah’s Quay Juniors F.C.. Pomysłodawcą był biznesmen Thomas George Jones pochodzący z Connah’s Quay. Wkrótce klub stał się główną siłą młodzieżowej piłki nożnej w Północnej Walii, wygrywając Młodzieżowy Puchar Walii w 1948 roku. W 1948 roku klub wstąpił do Flintshire League. W 1951 dotarł do finału Amatorskiego Pucharu Walii. Przed rozpoczęciem sezonu 1952/53 nazwa klubu została zmieniona na Connah’s Quay Nomads F.C. i pod tą nazwą klub debiutował w Welsh League (North). W 1953 zdobył Amatorski Puchar Walii. Klub również dotarł do półfinału Pucharu Walii, a potem przyłączył się do Football League (Chester). W 1966 roku powrócił do Welsh League. W 1974 dołączył do nowo utworzonej Clwyd League, w której spędził ponad dwanaście sezonów, zdobywając dwukrotnie mistrzostwo ligi. Bez wątpienia najbardziej udany był sezon 1980/81, kiedy zespół zdobył siedem trofeów, w tym Welsh Intermediate Cup (wcześniejszy Amatorski Puchar) oraz mistrzostwo Clwyd Leaguen nie doznając goryczy porażki. Po trzech udanych sezonach w Welsh Alliance klub stał się w 1990 roku członkiem założycielem Cymru Alliance, a w 1992 roku Welsh Premier League. W 1996 zdobył Puchar Ligi Walijskiej. W 1998 dotarł do finału Pucharu Walii. W 2008 roku, po przejęciu zespołu przez firmę rekrutacyjną GAP, klub przyjął nową nazwę GAP Connah's Quay F.C.. W 2010 w wyniku reorganizacji Welsh Premier League do 12 zespołów, klub był zmuszony rozpocząć sezon 2010/11 w Cymru Alliance, w której zdobył mistrzostwo jako Connah’s Quay Nomads F.C., jednak zespołowi odmówiono awansu do Welsh Premier League. Zespół ponownie wygrał ligę w sezonie 2011/12, stając się pierwszą drużyną, która zdobyła tytuły mistrzowskie jeden po drugim w historii ligi Cymru Alliance. Tym razem pomyślnie otrzymał licencję do gry w Welsh Premier League w sezonie 2012/13.

## Sukcesy
- Mistrzostwo Walii
  - 1. miejsce (2x): 2019/2020, 2020/21
  - 2. miejsce (1x): 2016/2017
  - 3. miejsce (1x): 2017/2018
- Puchar Walii:
  - zdobywca (2x): 1928/1929, 2017/2018
  - finalista (4x): 1907/1908, 1910/1911, 1997/1998, 2018/19
- Puchar Ligi Walijskiej:
  - zdobywca (1): 1996
- FAW Trophy:
  - zdobywca (2): 1953, 1981
  - finalista (1): 1951

## Stadion
Deeside Stadium uruchomiony w lipcu 1998 i może pomieścić 1,500 widzów. Od 1946 klub rozgrywał swoje mecze na Halfway Ground. Sezon 1997/98 był zmuszony grać 25 mil od miasta na Belle Vue należącym do Rhyl F.C.

## Obecny skład
Stan na 9 lipca 2018.
| Nr | Poz. | Piłkarz         |
| -- | ---- | --------------- |
| 1  | BR   | John Danby      |
| 2  | OB   | John Disney     |
| 3  | OB   | Laurence Wilson |
| 4  | OB   | Jonny Spittle   |
| 5  | OB   | George Horan    |
| 6  | PO   | Danny Harrison  |
| 7  | PO   | Ryan Wignall    |
| 8  | PO   | Callum Morris   |
| 9  | NA   | Michael Wilde   |
| 10 | NA   | Andy Owens      |
| 11 | NA   | Nathan Woolfe   |
| 12 | PO   | Declan Poole    |
| 14 | NA   | Jack Kenny      |

| Nr | Poz. | Piłkarz        |
| -- | ---- | -------------- |
| 15 | OB   | Danny Holmes   |
| 16 | PO   | Jay Owen       |
| 17 | PO   | Michael Parker |
| 18 | OB   | Joe Heath      |
| 19 | OB   | Jake Phillips  |
| 20 | OB   | Noah Edwards   |
| 21 | PO   | Rob Hughes     |
| 22 | PO   | Michael Bakare |
| 23 | PO   | Joe Sullivan   |
| 24 | NA   | Conor Harwood  |
| 25 | PO   | Dominic McHugh |
| 26 | BR   | Eric Green     |
| 28 | BR   | Jon Rushton    |

## Europejskie puchary
Legenda do wszystkich tabel:
- Q – runda eliminacyjna, 1/16, 1/8, 1/4, 1/2 – odpowiednia faza rozgrywek, Grupa – runda grupowa, 1r gr – pierwsza runda grupowa, 2r gr – druga runda grupowa, F – finał, R – runda, PO – play-off
- k. – rzuty karne, los. – losowanie, Dogr. – dogrywka, w. – zasada bramek strzelonych na wyjeździe

| Sezon   | Rozgrywki               | Runda | Klub                | Dom     | Wyjazd  | Ogólnie    |
| ------- | ----------------------- | ----- | ------------------- | ------- | ------- | ---------- |
| 2016/17 | Liga Europy             | 1Q    | Stabæk Fotball      | 0–0     | 1–0     | 1–0        |
| 2016/17 | Liga Europy             | 2Q    | FK Vojvodina        | 1–2     | 0–1     | 1–3        |
| 2017/18 | Liga Europy             | 1Q    | HJK                 | 1–0     | 0–3     | 1–3        |
| 2018/19 | Liga Europy             | 1Q    | Szachcior Soligorsk | 1–3     | 0–2     | 1–5        |
| 2019/20 | Liga Europy             | 1Q    | Kilmarnock          | 1–2     | 2–0     | 3–2        |
| 2019/20 | Liga Europy             | 2Q    | Partizan            | 0–1     | 0–3     | 0–4        |
| 2020/21 | Liga Mistrzów           | 1Q    | FK Sarajevo         | 0–2 (D) | 0–2 (D) | 0–2 (D)    |
| 2020/21 | Liga Europy             | 2Q    | Dinamo Tbilisi      | 0–1 (D) | 0–1 (D) | 0–1 (D)    |
| 2021/22 | Liga Mistrzów           | 1Q    | Alaszkert Erywań    | 2–2     | 0–1     | 2–3, Dogr. |
| 2021/22 | Liga Konferencji Europy | 2Q    | Prishtina           | 4–2     | 1–4     | 5–6        |
| 2023/24 | Liga Konferencji Europy | 1Q    | KA                  | 0–2     | 0–2     | 0–4        |
| 2024/25 | Liga Konferencji        | 1Q    | NK Bravo            | 0–2     | 1–0     | 1–2, Dogr. |